# Buddah Records
Buddha Records (anciennement Buddah Records) est un label discographique américain, basé à New York, dans l'État de New York, fondé en 1967. Le label est issu de Kama Sutra Records, label de MGM Records. 
Buddha Records produit plusieurs genres musicaux, tels que la bubblegum pop, le folk rock, la musique expérimentale ou la soul. La société possède également d'autres labels, dont Kama Sutra Records, Curtom Records, T-Neck Records, Charisma Records ou Sussex Records.

## Histoire
Kama Sutra Records contribue à accroître les bénéfices de MGM Records en 1965 et 1966, principalement grâce au succès des artistes phares de Kama Sutra, The Lovin' Spoonful. Le directeur de Kama Sutra, Art Kass, finit par être mécontent de son contrat de distribution avec MGM et fonde Buddah Records en 1967, avec ses partenaires de Kama Sutra, Artie Ripp, Hy Mizrahi, Phil Steinberg, et le (prétendu) mafieux italien John « Sonny » Franzese.
Kass fait appel à Neil Bogart, 24 ans, pour superviser les opérations quotidiennes de Buddah. Bogart avait été directeur général à la MGM au début des années 1960 avant d'accepter un poste de vice-président/directeur des ventes chez Cameo-Parkway Records. Bogart enrôle rapidement les producteurs de Cameo-Parkway Jerry Kasenetz et Jeffry Katz, les Ohio Express (un groupe signé par la société Super K Productions de Kasenetz et Katz), et les Five Stairsteps, anciens artistes de Cameo, dans le nouveau label. Le premier single de Buddah est Yes, We Have No Bananas / The Audition par le Mulberry Fruit Band ; le premier album du label est Safe as Milk de Captain Beefheart and his Magic Band. Kass et Bogart font également appel au service de promotion de Cameo-Parkway, qui fermait ses portes.
Buddah se fait d'abord connaître en tant que label de bubblegum pop, avec Ohio Express, The 1910 Fruitgum Company et Kasenetz-Katz Singing Orchestral Circus, mais ce sont les Lemon Pipers qui donnent à Buddah son premier numéro 1 avec Green Tambourine, produit par Paul Leka, en février 1968.
La société Viewlex, spécialisée dans les aides visuelles et implantée dans la région de New York, acquiert une participation majoritaire dans Buddah en 1968 ; Ripp, Steinberg et Mizrahi quittent alors la société, laissant Kass et Bogart en prendre la direction.
Bogart quitte Buddah en 1974 pour lancer son propre label, Casablanca Records. Peu après le départ de Bogart, Gladys Knight and the Pips devient le plus grand succès de Buddah. Auparavant signés sur le label Soul de Motown, Knight and the Pips sortent leurs plus grands succès, dont Midnight Train to Georgia et You're the Best Thing That Ever Happened to Me, pour Buddah.
Le batteur de jazz Norman Connors devient directeur musical de Buddah en 1976, et contribue à l'évolution du label vers le RnB et le disco (par exemple, More, More, More de Andrea True Connection (1976) et Dance, Dance, Dance (Yowsah, Yowsah, Yowsah) de Chic (1977) ; la chanson de Chic se classe au palmarès lors de sa réédition ultérieure par Atlantic Records). Viewlex déclare faillite en 1976 et Art Kass leur rachète Buddah, mais la dette entraîne une baisse substantielle du nombre de nouvelles sorties. Arista Records reprend la distribution de Buddah de 1978 à 1983, et plusieurs artistes, dont Norman Connors et Phyllis Hyman, passent chez Arista.

## Filiales et sous-labels
Buddah a distribué de nombreux labels au cours de son histoire, dont les suivants :
- La filiale à part entière Kama Sutra Records, de 1969 (lorsque l'accord de distribution de Kama Sutra avec MGM Records a expiré) à 1976.
- Curtom Records, fondé et détenu par Curtis Mayfield (1968-1974).
- Sussex Records, (1971-1973).
- T-Neck Records, propriété des Isley Brothers, (1969-1973)[5]
- Charisma Records, le label britannique fondé par Tony Stratton Smith, distribué de 1971 à 1973. Buddah a adopté la police Gill Ultra Bold que Charisma utilisait sur son label Mad Hatter pour créer une marque uniforme pour ses principaux labels (Buddah, Kama Sutra, Charisma) en 1973, bien que l'accord de distribution de Charisma avec Buddah ait pris fin plus tard dans l'année.
- Hot Wax Records, propriété du trio d'auteurs-compositeurs de la Motown Holland-Dozier-Holland, 1969-1973.
- Cobblestone Records, label de jazz.
- Pavilion Records, label éphémère de gospel, surtout connu pour la sortie de Oh Happy Day par The Edwin Hawkins Singers en 1969.
- Studio One Records, label jamaïcain fondé par Coxsone Dodd. Buddah a publié diverses sélections du catalogue de Studio One en 1978.